# That's the Way Love Is
That's the Way Love Is è il decimo album in studio del cantante statunitense Marvin Gaye, pubblicato nel 1970.

## Tracce
Lato 1
1. Gonna Give Her All The Love I've Got (originally by Jimmy Ruffin) (Barrett Strong, Norman Whitfield) - 3:21
2. Yesterday (originally by The Beatles) (John Lennon, Paul McCartney) - 3:26
3. Groovin' (originally by The Young Rascals) (Eddie Brigati, Felix Cavaliere) - 2:57
4. I Wish It Would Rain (originally by The Temptations) (Roger Penzabene, Strong, Whitfield) - 2:50
5. That's the Way Love Is (originally by The Isley Brothers) (Strong, Whitfield) - 3:44
6. How Can I Forget? (originally by The Temptations) (Strong, Whitfield) - 2:04

Lato 2
1. Abraham, Martin & John (originally by Dion) (Dick Holler) - 4:30
2. Gonna Keep On Tryin' Till I Win Your Love (originally by The Temptations) (Strong, Whitfield) - 2:46
3. No Time for Tears (originally by The Marvelettes) (Eddie Holland, Whitfield) - 2:26
4. Cloud Nine (originally by The Temptations) (Strong, Whitfield) - 3:19
5. Don't You Miss Me A Little Bit, Baby? (originally by Jimmy Ruffin) (Penzabene, Strong, Whitfield) - 2:14
6. So Long (Holland, R. Dean Taylor, Whitfield) - 2:27